# Rugathodes bellicosus
Rugathodes bellicosus là một loài nhện trong họ Theridiidae.
Loài này thuộc chi Rugathodes. Rugathodes bellicosus được Eugène Simon miêu tả năm 1873.